# Jules Janssen
Pierre Jules César Janssen, född 22 februari 1824 i Paris, död 23 december 1907 i Meudon, var en fransk astrofysiker.

## Biografi
Janssen sändes 1857 till Peru för att studera jordmagnetismen. År 1860 förelade han Franska vetenskapsakademien resultaten av sina undersökningar över värmens absorption i ögats medier.[förklaring behövs] 1862 tilldrog han sig uppmärksamhet genom en avhandling om de mörka linjerna i solens spektrum. Han påvisade att vissa av dessa linjer uppstår vid solljusets gång genom jordatmosfären, och han gav dem därför namnet telluriska linjer. Under de följande åren fortsattes dessa undersökningar (bland annat 1864 på Faulhorn, 1867 på Etna), och Janssen kunde uppvisa, att de telluriska linjerna uppkom till största del genom vattenångan i atmosfären. Vid samma tid påvisade han även närvaron av vattenånga i planeternas atmosfärer. 
År 1868 sändes Janssen av Franska vetenskapsakademien till Indien för att studera den totala solförmörkelsen som skulle infalla den 18 augusti samma år. Han installerade sin station i Guntoor. Hans därvid gjorda iakttagelser över protuberanserna blev av stort värde. Han fann på spektroskopisk väg, att protuberanserna huvudsakligen består av glödande vätgas, och samtidigt konstaterade han att inte endast protuberansernas spektrum, utan även deras former kunde iakttagas, även när solen inte var förmörkad. Oberoende av Janssen gjordes samma upptäckt samtidigt av engelsmannen Norman Lockyer, och vetenskapsakademien lät häröver prägla en minnesmedalj, med porträtt av de båda upptäckarna. 
Janssen invaldes i akademien och i Bureau des longitudes, han utverkade grundandet av ett nytt stort astrofysikaliskt observatorium i Meudon, nära Paris. Som chef för detsamma utrustade han det med utmärkta instrument och ledde där omfattande arbeten huvudsakligen rörande solen. 
Hans företrädesvis med fotografiska metoder gjorda studier över solfläckarna och fotosfärens struktur var betydelsefulla. Dessutom ägnade han sig åt studiet av absorptions- och emissionsspektra, kometfotografi, fixstjärnornas fotometri med mera. 1874 observerade han Venuspassagen i Japan. Han intresserade sig mycket för utförandet av astronomiska och fysikaliska observationer på stora höjder över havet, besteg själv flera gånger för detta ändamål Mont Blanc och lyckades få ett astrofysikalisk-meteorologiskt observatorium inrättat på toppen av detta berg. 
Janssen räknas som en av grundläggarna av den moderna astrofysiken. Hans viktigaste arbeten är publicerade i Franska vetenskapsakademiens skrifter, i de av honom utgivna "Annales de l'Observatoire de Meudon" samt i olika facktidskrifter.

## Utmärkelser
Han tilldelades Lalandepriset 1868 och Rumfordmedaljen 1876.
Nedslagskratern Janssen på månen och nedslagskratern Janssen på planeten Mars är uppkallade efter honom.